# Pitzman Glacier
Pitzman Glacier är en glaciär i Antarktis. Den ligger i Östantarktis. Nya Zeeland gör anspråk på området. Pitzman Glacier ligger 994 meter över havet.
Terrängen runt Pitzman Glacier är varierad. Trakten är obefolkad. Det finns inga samhällen i närheten.